# Zachaenus
Zachaenus és un gènere de granotes de la família Leptodactylidae.

## Taxonomia
- Zachaenus carvalhoi
- Zachaenus parvulus
- Zachaenus roseus